# Osmunda hilsenbergii
Osmunda hilsenbergii là một loài dương xỉ trong họ Osmundaceae. Loài này được Grev. & Hk.in Hk. mô tả khoa học đầu tiên năm 1833.
Danh pháp khoa học của loài này chưa được làm sáng tỏ. 